# Вулиця Павла Дзяковича
Вулиця Павла Дзяковича — вулиця в Мелітополі. Йде від вулиці Нестеренка до вулиці Чкалова. Забудована приватними будинками.

## Назва
Вулиця названа на честь Павла Каетановича Дзяковича (1850-1911), першого дослідника історії Мелітопольщини.
Поруч знаходиться однойменний провулок Павла Дзяковича.

## Історія
За спогадами мешканців, не підтвердженими документально, першою назвою вулиці була Мала Просяна. Мала Просяна (або Мало-Просяна) вперше згадується в документах травні 1929 року. Під тією ж назвою вулиця згадується в 1939 році. А 28 грудня 1945 року вона вже згадується як Радянська вулиця.
3 листопада 1930 вулиця згадується в офіційних документах під назвою вулиця Комунарів, і це вже достеменно теперішня вулиця Павла Дзяковича. Цю назву, дану на честь учасників Паризької комуни (1871), вулиця носила до 2016 року.
В 2016 року в ході декомунізації вулиця перейменована на вулицю Павла Дзяковича.
7 квітня 2023 року, під час Російського вторгнення в Україну, російська окупаційна влада Мелітополя видала наказ про перейменування вулиці на вулицю 58-ї Армії, на честь російської армії, яка брала участь в окупації півдня України.